# CNET
CNET Networks Incorporated é uma empresa de mídia de São Francisco, Califórnia, co-fundada em 1993 por Halsey Minor e Shelby Bonnie. Tem operações em 12 países.
Nos anos 90, a CNET produziu vários programas de televisão sobre computadores, tecnologia e a Internet (na época, ainda não muito popular). Estes programas foram CNET Central, The Web e The New Edge. CNET Central foi criado primeiro e foi ao ar nos Estados Unidos. Depois, passou para o canal Sci Fi junto com The Web e The New Edge. Depois, veio TV.com. Produziu, também, um programa de notícias de tecnologia chamado News.com em 1999, que foi ao ar pela CNBC mas foi cancelado em 2001.
Em 2000, a CNET Networks adquiriu o site de compras mySimon por 700 milhões de dólares.
Em Outubro de 2000, a CNET adquiriu a ZDNet por aproximadamente 1,6 milhão de dólares.
Em maio de 2008, foi anunciada a aquisição da CNET Networks pela CBS Corporation, no valor de US $ 1,8 bilhão.
Em setembro de 2020, a companhia foi vendida por Us$ 500 milhões para a Red Venture.
CNET lança vídeos em seus sites, numa forma de interatividade e tecnologia. Geralmente consistem em análises de produtos e de vídeo games, trailers, etc.